# 嘉諾撒聖家學校

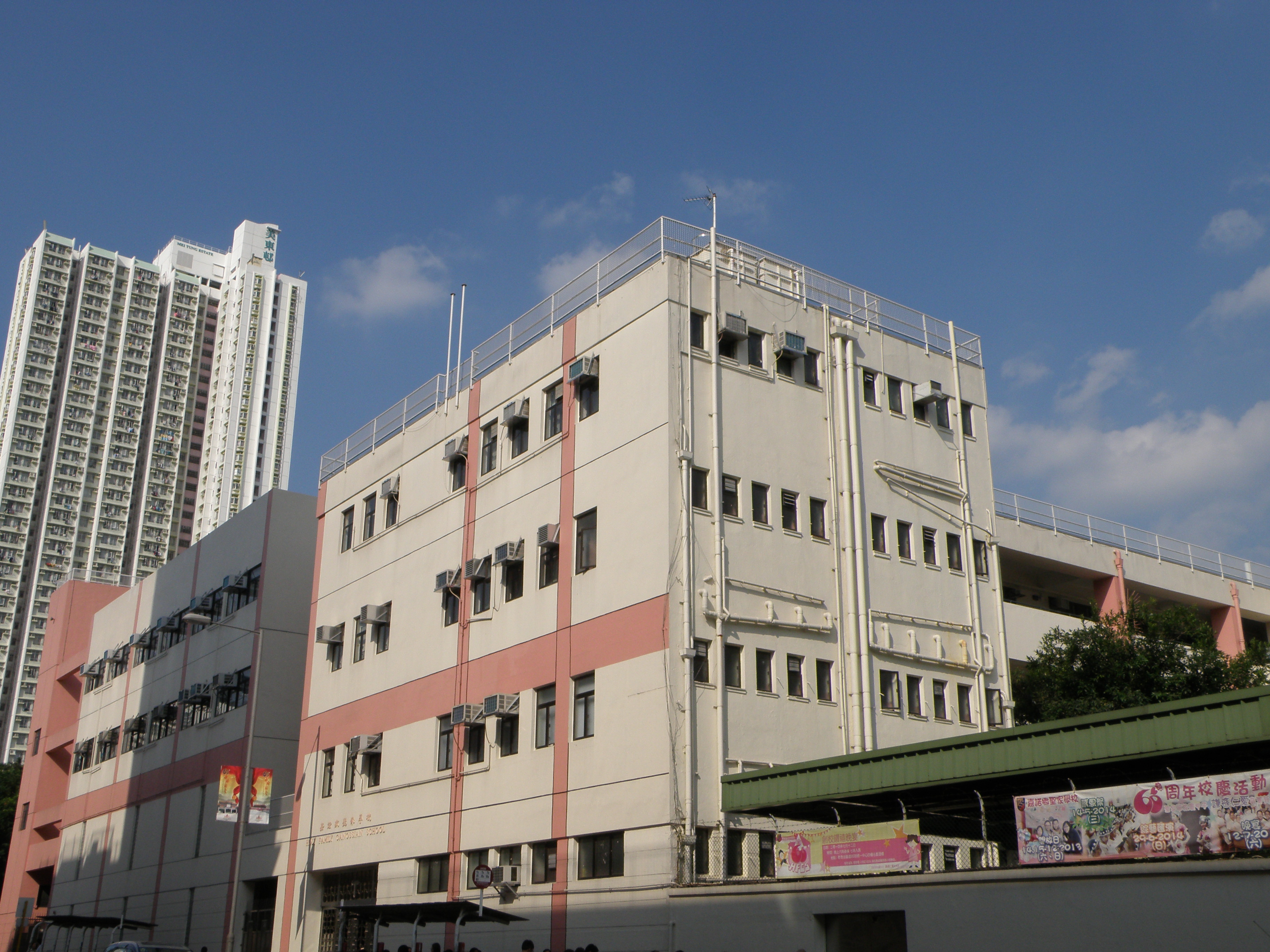
由聯合道望嘉諾撒聖家學校

嘉諾撒聖家學校（英語：Holy Family Canossian School），前身嘉諾撒聖家學校（下午校），是香港天主教嘉諾撒仁愛女修會所創辦的津貼女子小學，於1954年創校，位於香港九龍城區，校址是九龍城聯合道102號，鄰近九龍寨城公園和九龍城廣場。
該學校的現任校長是梁佩欣女士。

## 歷史
學校創立於1954年，於1970年代分為上、下午兩所學校。2001年，上午校獲政府撥資遷往九龍塘添福路，改名為嘉諾撒聖家學校(九龍塘)。下午校則保留原校名及校址，兩所學校同時轉為全日制。

## 學校設施
學校的面積為3000平方米，設有18個課室,2個音樂室,1個會議室,1個電腦室,2個特別室,2個活動室(可用作舞蹈室)禮堂(可供全校學生集隊),1個醫療室,3層洗手間,2個操場(設有籃球場、排球場及乒乓球場)及1個圖書館等。
由於鄰近昔日的啟德機場，學校獲政府撥資成為第一批在課室中設有冷氣、風扇及雙層玻璃窗的學校，以阻隔噪音。

## 科目
- 中文
- 英文
- 數學
- 常識
- 宗教
- 視覺藝術
- 電腦
- 德育
- 圖書
- 音樂
- 體育
- STEM
- STREAM

## 課外活動
- 手工藝
- 羽毛球組
- 多媒體班
- 太極
- 土風舞
- 歌詠
- 交通安全隊
- 小女童軍
- 電腦組
- 水墨畫
- 英語會話
- 公益少年團
- 中文活動
- 電視台製作組
- 中文話劇
- 英語話劇
- 弦樂合奏
- 排球
- 敲擊樂
- 唱遊
- 木笛小組
- 藝術體操訓練班
- 體操班
- 小提琴班
- 戲劇班
- 現代舞班
- 奧數興趣班
- 陶藝創作班
- 節奏樂考試班

## 著名/傑出校友
- 楊千嬅：香港女藝人
- 陳雅倫：香港女藝人
- 杜穎珊：香港女藝人[1]
- 陳潔靈：香港女歌手[註 1]
- 羅范椒芬，大紫荊勳賢，JP：前行政會議成員、前香港教育統籌局局長及常任秘書長[2]
- 周庭：香港民主派人士
- 羅乃新：香港鋼琴演奏家[3]

## 外部連結
- 嘉諾撒聖家學校（页面存档备份，存于）
- 嘉諾撒聖家學校(九龍塘)（页面存档备份，存于）

22°19′52″N 114°11′14″E / 22.33124°N 114.18722°E